# Nowe Miasto Lubawskie
Nowe Miasto Lubawskie (in tedesco Neumark in Westpreußen) è una città polacca del distretto di Nowe Miasto Lubawskie nel voivodato della Varmia-Masuria.
Ricopre una superficie di 11,61 km² e nel 2008 contava 11 383 abitanti.

## Amministrazione

### Gemellaggi
Nowe Miasto è membro del gemellaggio internazionale "Neustadt in Europa", che riunisce 36 città e comuni che portano nel nome la dicitura Neustadt ("città nuova").